# 坂巻明
坂巻 明（さかまき あきら、1955年5月12日 - ）は、埼玉県草加市出身の元プロ野球選手（投手）。右投右打。

## 来歴・人物
二松學舍大附高では1年夏から4番・一塁手としてチームを東京都大会決勝戦まで導くが、日大一高の保坂英二の前に敗戦。青山学院大学へ進学するが父の病により2年次に中退。実家の食料品店を手伝いながら、親戚の病院で臨床検査技師としても勤務した。1976年オフに周囲の人の勧めで、入団テストを受け合格。西井敏次とともにドラフト外で日本ハムファイターズに入団した。
入団直後は打撃投手としての役割が多かったが、1980年には2軍で8勝を挙げ、チームのイースタン・リーグ優勝に貢献。
その後もなかなか一軍出場の機会を得られず、1981年のオフには退団を申し出るが、球団に慰留され残留。
1982年4月10日の南海戦で念願のプロ初登板を果たすと、1983年10月18日のロッテ戦でプロ初勝利を挙げた。翌84年にはローテーションに定着し7勝を挙げる。同年8月にはチームの14連敗（球団ワースト、3引き分けを挟む）を止める完投勝利も挙げた。翌1985年シーズンは前年の蓄積疲労も重なり、肘の痛みを抱えながらの登板となったが、6月4日の西武戦で右肘を負傷し降板。なお相手先発・郭泰源はこの試合でノーヒットノーランを達成している。その後はリハビリを続けるが、一軍復帰とはならず、1987年に自由契約。球団からはポストも用意されていたが、現役にこだわりロッテオリオンズにテスト入団。球団初となる背番号「0」を背負った。しかし一軍登板はなく1988年限りで現役を引退スリークォーターからカーブ、フォーク、決め球はシュートボールを投げた。また投手でありながら打撃センスも良く、日本ハム時代には二軍でサヨナラ打を二回打っている。
引退後は有藤道世の推薦でロッテの打撃投手、その後スコアラーとスカウトを往復し、査定担当や寮長を歴任。2018年限りで退団。
現在は球界を離れ、孫たちと静かに暮らしている。

## 詳細情報

### 年度別投手成績
| 年 度     | 球 団     | 登 板 | 先 発 | 完 投 | 完 封 | 無 四 球 | 勝 利 | 敗 戦 | セ 丨 ブ | ホ 丨 ル ド | 勝 率 | 打 者 | 投 球 回 | 被 安 打 | 被 本 塁 打 | 与 四 球 | 敬 遠 | 与 死 球 | 奪 三 振 | 暴 投 | ボ 丨 ク | 失 点 | 自 責 点 | 防 御 率 | W H I P |
| --------- | --------- | ----- | ----- | ----- | ----- | -------- | ----- | ----- | -------- | ----------- | ----- | ----- | -------- | -------- | ----------- | -------- | ----- | -------- | -------- | ----- | -------- | ----- | -------- | -------- | ------- |
| 1982      | 日本ハム  | 15    | 2     | 1     | 0     | 0        | 0     | 1     | 0        | --          | .000  | 183   | 40.1     | 40       | 5           | 27       | 0     | 2        | 19       | 1     | 0        | 27    | 25       | 5.63     | 1.66    |
| 1983      | 日本ハム  | 9     | 1     | 0     | 0     | 0        | 1     | 0     | 0        | --          | 1.000 | 124   | 29.0     | 26       | 2           | 14       | 0     | 0        | 10       | 0     | 0        | 11    | 7        | 2.17     | 1.38    |
| 1984      | 日本ハム  | 38    | 16    | 7     | 1     | 1        | 7     | 6     | 0        | --          | .538  | 721   | 173.0    | 163      | 19          | 64       | 2     | 2        | 77       | 0     | 0        | 73    | 64       | 3.33     | 1.31    |
| 1985      | 日本ハム  | 10    | 5     | 1     | 0     | 0        | 1     | 3     | 2        | --          | .250  | 131   | 27.1     | 33       | 5           | 14       | 0     | 2        | 9        | 1     | 0        | 21    | 19       | 6.26     | 1.72    |
| 通算：4年 | 通算：4年 | 72    | 24    | 9     | 1     | 1        | 9     | 10    | 2        | --          | .474  | 1159  | 269.2    | 262      | 31          | 119      | 2     | 6        | 115      | 2     | 0        | 132   | 115      | 3.84     | 1.41    |

### 記録
- 初登板：1982年4月10日、対南海ホークス前期1回戦（大阪スタヂアム）、6回裏に4番手で救援登板、2回2失点
- 初奪三振：同上、6回裏に香川伸行から
- 初先発：1982年8月8日、対ロッテオリオンズ後期5回戦（宮城球場）、4回2/3を2失点
- 初完投：1982年9月30日、対ロッテオリオンズ後期11回戦（川崎球場）、8回2/3を2失点（自責点1）で敗戦投手
- 初勝利・初先発勝利：1983年10月18日、対ロッテオリオンズ26回戦（川崎球場）、5回3失点（自責点2）
- 初完投勝利・初完封勝利：1984年6月6日、対ロッテオリオンズ10回戦（後楽園球場）
- 初セーブ：1985年4月6日、対ロッテオリオンズ1回戦（川崎球場）、7回裏2死に2番手で救援登板・完了、2回1/3を無失点

### 背番号
- 47 （1977年 - 1987年）
- 0 （1988年）※ロッテでは初の着用。翌年、高校の11年後輩にあたる新人・初芝清へと引き継がれた[6]。
- 90 （1989年 - 1991年）
- 100 （1992年 - 1994年）